# Bruno Vrčić
Bruno Vrčić (Monaco di Baviera, 24 novembre 2000) è un cestista tedesco con cittadinanza croata.